# Héctor Julio López Hurtado

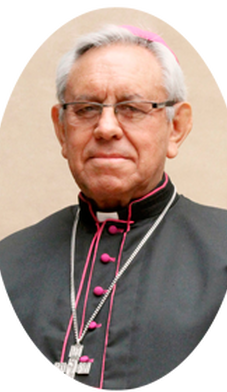
Héctor Julio López Hurtado (2018)

Héctor Julio López Hurtado SDB (* 23. Juli 1941 in Tunja, Kolumbien) ist ein kolumbianischer Ordensgeistlicher und emeritierter römisch-katholischer Bischof von Girardot.

## Leben
Héctor Julio López Hurtado trat in die Ordensgemeinschaft der Salesianer Don Boscos ein und empfing am 30. Juni 1968 das Sakrament der Priesterweihe.
Am 15. Dezember 1987 ernannte ihn Papst Johannes Paul II. zum Titularbischof von Elicroca und bestellte ihn zum Apostolischen Vikar von Ariari. Der Apostolische Nuntius in Kolumbien, Erzbischof Angelo Acerbi, spendete ihm am 27. Februar 1988 die Bischofsweihe; Mitkonsekratoren waren der Bischof von Duitama, Jesús María Coronado Caro SDB, und der Bischof von Sincelejo, Héctor Jaramillo Duque SDB. Am 29. Oktober 1999 ernannte ihn Johannes Paul II. zum Bischof von Granada en Colombia. Johannes Paul II. berief ihn am 15. Juni 2001 zum Bischof von Girardot.
Am 11. Juli 2018 nahm Papst Franziskus das von Héctor Julio López Hurtado aus Altersgründen vorgebrachte Rücktrittsgesuch an.